# Zweite Koreanische Republik
Die Zweite Koreanische Republik, nach ihrem Ministerpräsidenten auch Kabinett Chang-Myon genannt, war acht Monate lang die Regierung Südkoreas. Nachdem sich Rhee Syng-man (Erste Koreanische Republik) nach langen Protesten im April 1960 ins politische Exil nach Hawaii zurückgezogen hatte, sollte die demokratische Entwicklung vorangetrieben werden. Die Macht des Präsidenten wurde zugunsten eines parlamentarischen Systems deutlich beschnitten. Doch schon am 16. Mai 1961 wurde die Regierung durch einen Militärputsch durch General Park Chung-hee gestürzt. Dieser führte das Land anschließend für 17 Jahre praktisch als Militärdiktatur.